# Бисер Деянов
Бисер Деянов Тодоров е български балетист и балетен педагог.

## Биография
Роден е на 11 март 1949 г.  През 1974 г. завършва Ленинградското академично хореографско училище „А. Я. Ваганова“ при проф. Генадий Наумович Селюцкий. Магистърска степен по балетна педагогика получава в Академията за музикално, танцово и изобразително изкуство „Проф. Асен Диамандиев“ в Пловдив, където преподава като доцент. От 1970 г. до 1997 г. е първи солист в Софийската опера и балет.
Изпълнител на главните мъжки роли в класическия български, руски и европейски балетен репертоар – „Лебедово езеро“, „Спящата красавица“, „Лешникотрошачката“, „Дон Кихот“, „Ромео и Жулиета“, „Спартак“, „Пролетно тайнство“, „Конче вихрогонче“, „Хайдушка песен“, „Изворът на белоногата“, „Дъщерята на Калояна“, „Козият рог“, „Една нощ в Париж“, „Чудният мандарин“, „Дамата с камелиите“, „10-а незавършена“ – Малер и др.
Работи с хореографите проф. Петър Луканов, М. Арнаудова, Б. Ковачев, А. Гаврилов, Х. Мехмедов, Б. Сечанова, Ю. Григорович, Д. Брянцев, С. Лифар, А. Алонсо, А. Фодор и др. Представя постиженията на българското балетно изкуство в Европа, Азия, Северна и Южна Америка.
От 1978 г. преподава в Националното училище за танцово изкуство. Многократно е бил член на Международно жури на балетни конкурси във Варна, Москва, Париж и Осака.
Доц. Бисер Деянов Тодоров преподава дълги години на Катедра „Хореография“ в АМТИИ – Пловдив.
Преподава:
- Методика на класическия танц, характерни танци, класически балетен репертоар и образци на танци.
- Художествено – творческа дейност.

През април 2008 г. става художествен ръководител на балета към Софийската опера.
От 2009 г. е преподавател по дуетен танц в Частно училище за танцово изкуство „Г. С. Уланова“ при Руския лицей в София.

## Награди
Носител на Първа награда за младша и старша възраст от Международния балетен конкурс във Варна през 1968 и 1974 г. и Диплом за най-добър партньор от балетния конкурс в Москва през 1973 г. Член на жури на международните балетни конкурси във Варна, Осака, Париж и Москва.